# Pianfei

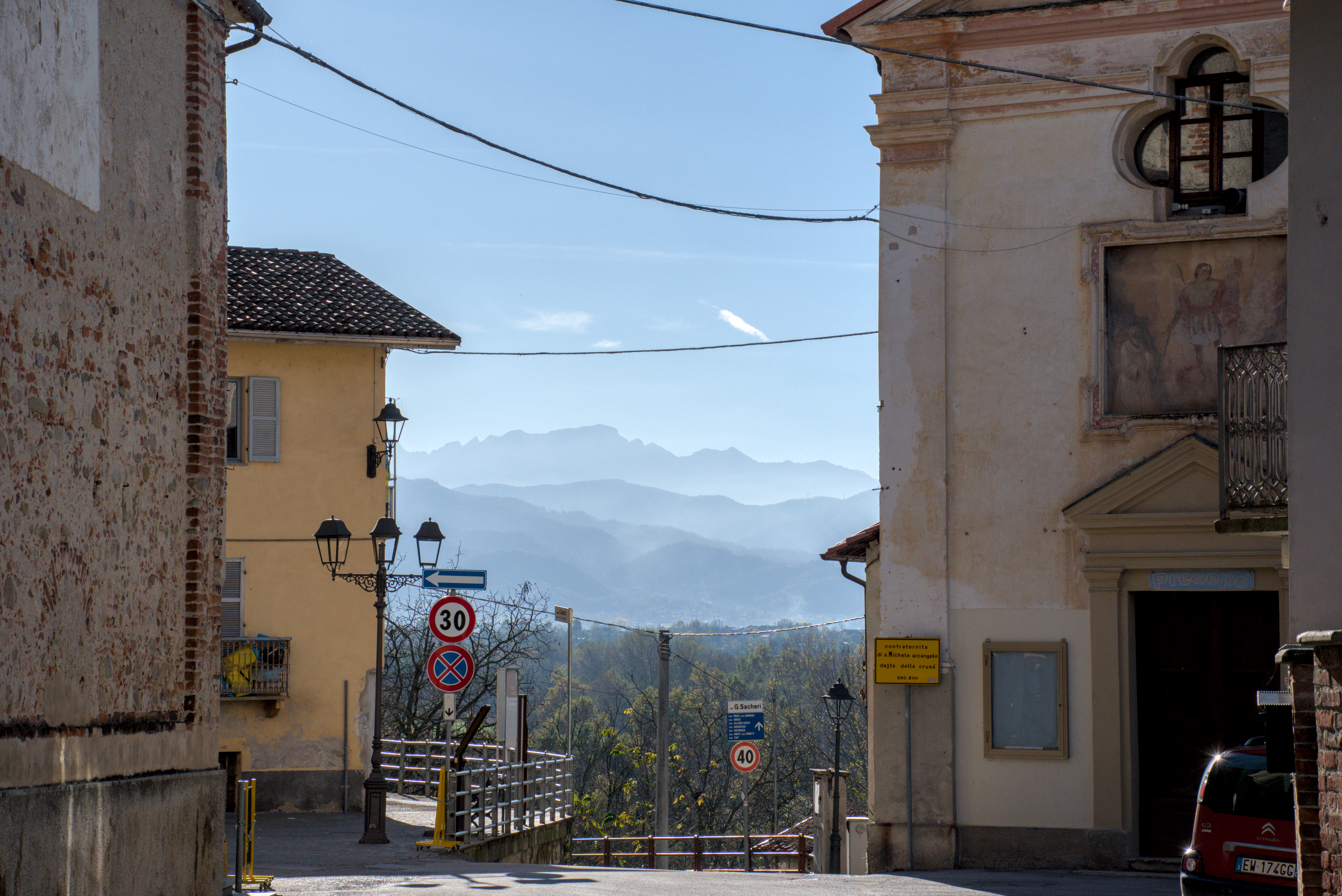
Chiesa della Crusà

Pianfei (Pianfèj in piemontese) è un comune italiano di 2 079 abitanti della provincia di Cuneo, in Piemonte.
Faceva parte della comunità montana delle Alpi del Mare.

## Geografia fisica
Il comune si trova nella pianura monregalese, ai piedi delle ultime pendici delle Alpi Liguri. Nella zona collinare a sud dell'abitato si trova il piccolo lago di Pianfei, il cui invaso è quasi interamente situato, nonostante il nome, in comune di Chiusa Pesio.

## Origini del nome
Secondo la versione più accreditata, il nome deriverebbe dalla presenza di numerose boscaglie di faggi (fò in piemontese) quindi pian-fòi, poi italianizzato in -fei; altre ipotesi invece, sostengono l'idea che -fei derivi dalle felci; il gregge (ovini) localmente è chiamato fè.

## Storia
«Planum Faytum»: il piano dei faggi. La prima attestazione rinvenuta risale a un atto del 7 settembre 1256 con il quale il dominus Enrico de Vasco vende al dominus Rufino «de Boçolasco» e a Bonifacio «de Boçolasco» tutto ciò che detiene nel territorio di Mondovì, «in finibus que appellantur Frascheta et Planum Faytum et circa ipsos fines».
L’appartenenza del luogo ai «domini de Vasco» e «de Boçolasco», in mancanza di altri riscontri, non è ben valutabile, anche in considerazione della presenza, sicura e forte, dei signori di Morozzo nella zona: questi ultimi contribuiscono alla fondazione del monastero cistercense femminile di Pogliola e considerano il priorato di S. Biagio come monastero di famiglia; entrambi insistono molto da vicino sul territorio pianfeiese.
Il fatto di non avere un forte nucleo organizzato è certamente l’aspetto più limitativo per Pianfei, alle soglie dell’età moderna: Pianfei continua ad essere associato a Lens e alla Fraschea, ma che cosa sono queste ultime se non gruppi di case isolate senza nessuna possibilità di ulteriori sviluppi? Si può dire comunque che è iniziata una fase nuova, che gli varrà il riconoscimento di comunità autonoma nel 1698, anche se, come noterà l’intendente Corvesy, «non fa corpo unito, meno v’è alcun gruppo di case di qualche riguardo, ma trovasi tutto disperso alla campagna».
La comunità del territorio del Planum Faytum/Pianfei assume dunque una sua autonomia nel 1698, per decreto del duca Amedeo II di Savoia, separandosi dal comune del Monteregale/Mondovì al quale apparteneva dal secolo XII; e costituendosi Comune autonomo e dotato di poteri propri. Tuttavia già un centinaio d'anni prima, alcuni gruppi familiari lì stabilizzati e ancora non organizzati in alcuna forma comunitaria, chiedono al legato pontificio, Visitatore Apostolico mons. Scarampi la costituzione della parrocchia, ottenendone l'erezione il 17 marzo 1583 e l'immediato smembramento del territorio pianfeiese dalla giurisdizione dalla parrocchia di Villanova Alta, l'antichissima chiesa-madre di S. Caterina, assai lontana per quei tempi e difficoltosa da raggiungere nei mesi invernali per ricevere debita cura pastorale e sacramenti in extremis. La nascente Parrocchia di Pianfei viene dedicata a S. Giovanni Battista e a S. Michele Arcangelo. I confini del territorio parrocchiale di Pianfei venivano indicati dalle limitazioni tradizionali che riguardavano il territorio del Planum Faytum: l'altipiano costituente la zona principale -che dai monti situati a sud si distende fino al pendio della località Blangetti- delimitato fra la grande scarpata della valle del Pesio e il rio Pogliola, costeggiante le colline di Villanova; del Lens, l'ampia pianura adagiata sulla sinistra della valle del Pesio, da sud a nord; dalla Freschea, la pianura posta a settentrione tra Pesio e la località di Pogliola, al di sopra del Canale Brobbio-Pesio; infine di Prato-Ferrero, la borgata collocata sul pendio degradante dall'altipiano di Roracco e di S. Grato. I restanti confini venivano a coincidere con i limiti di Chiusa Pesio, di Beinette, di Morozzo-Margarita. Tali confini, risalenti al 1583, segnano sostanzialmente tuttora anche il territorio comunale di Pianfei.
Pianfei viene infeudato a Carlo Vincenzo Ferrero d'Ormea nel 1739 , che lo acquista dal conte Giuseppe Maria Solaro della Margherita, che lo deteneva dal 1699.
Il territorio di Pianfei viene delimitato varie volte nel corso del Settecento: nel 1715, 1755, e 1797, senza sostanziali contestazioni. I confini naturali continuano a connotarlo con sufficiente chiarezza; allo sconfinamento prodotto dalla bealera di Lens a causa delle piene del Pesio, la città rimedia stabilendo che la linea divisionale debba iniziare più a ridosso del fiume.
Una nuova delimitazione avviene negli anni 1888-1894.

### Simboli
Dalla vecchia denominazione del luogo, Planum Faytum = Piano dei faggi o Piano alberato, venne tramandato un ricordo simbolico ancora, con la costituzione autonoma Civico-Amministrativa di questa terra, nel 1698, nello stemma-emblema del nuovo Comune, nel quale è raffigurato un albero su di un prato verde, incentrato da un fondo azzurro; ricordo araldico di quando questo altipiano era in gran parte un unico bosco o foresta popolata di grosse piante di faggi, castagni e querce-rovere. Dalla derivazione dell'antico nome latino di quell'altipiano d'allora in poi fu indicato tutto il territorio Parrocchiale e Comunale, che alla verde altura fa tuttora capo.
Lo stemma del comune di Pianfei è stato concesso con regio decreto del 4 aprile 1929.
Il gonfalone è un drappo di azzurro.

## Società

### Evoluzione demografica
Abitanti censiti

### Etnie e minoranze straniere
Secondo i dati Istat al 31 dicembre 2017, i cittadini stranieri residenti a Pianfei sono 432, così suddivisi per nazionalità, elencando per le presenze più significative:
1. Romania, 41
2. Marocco, 39

## Cultura

### Arte

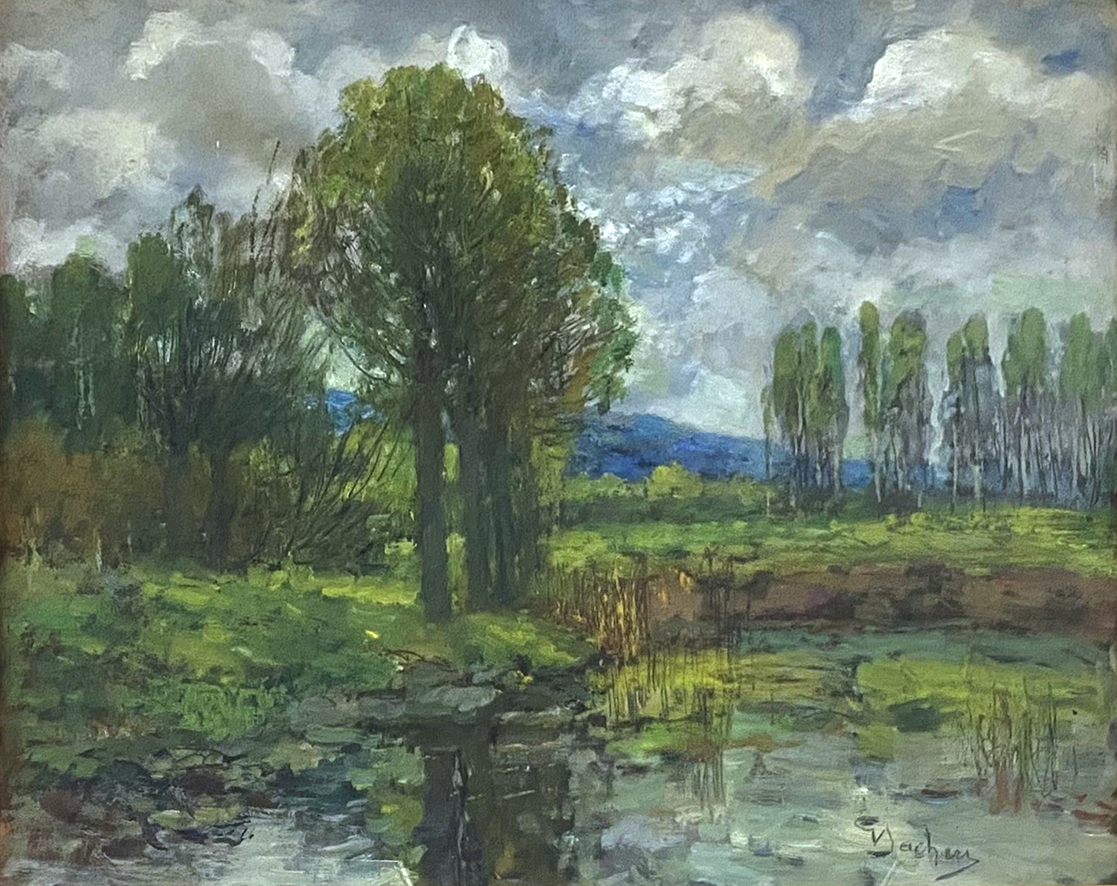
Giuseppe Sacheri (1836-1950) - Campagna piedemontana con nuvole e specchio d'acqua, olio su cartone - Collezione Comune di Pianfei

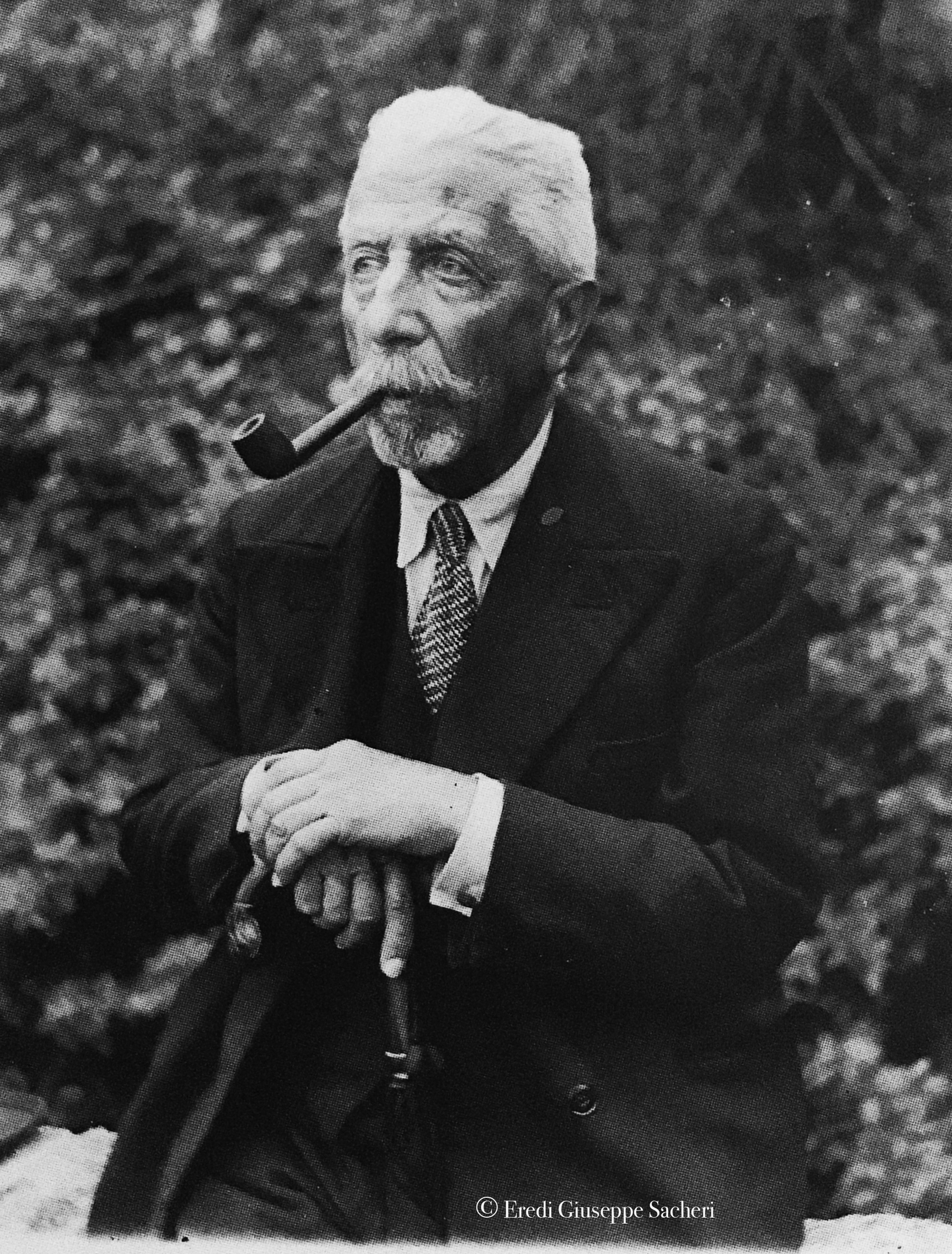
il pittore Giuseppe Sacheri negli anni '30 nella campagna di Pianfei

La località di Pianfei era nota alla famiglia dell'illustre pittore ligure Giuseppe Sacheri per villeggiature estive dall'inizio secolo Novecento. La sua fervente attività artistica lo porta in giro per il mondo, partecipando a esposizioni nazionali (Genova, Torino, Milano, Venezia, Firenze, Roma) e internazionali e mietendo successi un po' ovunque (Germania, Polonia, Bruxelles, Parigi, San Francisco, Lima; Olanda, Danimarca). Nel 1927 sembra che il Sacheri sessantaquattrenne senta il bisogno di ripensare completamente alla sua pittura e come voltando dolcemente pagina, passa dalle sue "marine", ai "campi" e si trasferisce dall'elegante e raffinata abitazione studio di Genova, in una grande casa nella campagna di Pianfei, il cui territorio lo aveva già cominciato ad ispirare. Già nel 1938, in una sua mostra personale a Genova, su 62 quadri almeno metà sono della campagna di Pianfei e tre riportano Pianfei nel titolo (Nei pressi di Pianfei; Pianfei: inverno; Autunno a Pianfei). Negli anni di permanenza a Pianfei, feconda di pittura e ricca di studio, l'anziano artista continua la sua lunga sperimentazione nella pittura, trovando giorno dopo giorno in quei semplici ed ariosi paesaggi di natura agreste, sempre nuove ispirazioni: si direbbe all'infinito, rendendoli eterni, come solo un grande artista può fare. Giuseppe Sacheri termina la sua piena e longeva vita terrena a Pianfei nel 1950, nella casa-studio agli Ambrosi. L'artista riposa nel cimitero del paese vicino alla moglie, Maria Majneri, monregalese, anch'essa artista. I nipoti, figli della figlia Elda, ne sono gli affezionati e legittimi eredi. 

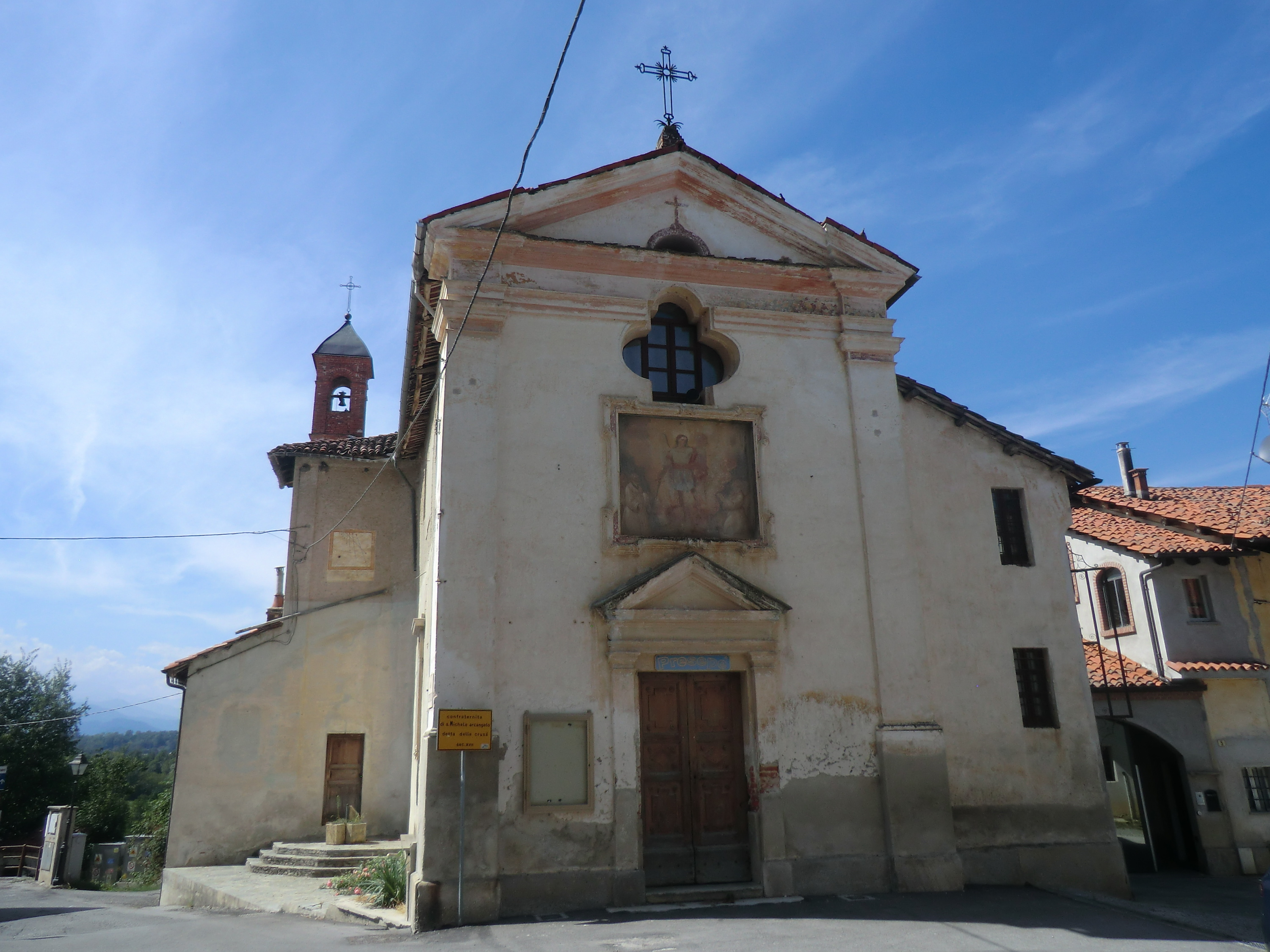
Chiesa confraternita di San Michele Arcangelo

### Manifestazioni
- Presepe meccanico in Crusà. Dal 1997 è allestito ogni anno, durante le feste natalizie, nella confraternita di San Michele Arcangelo (secolo XVII), più nota come Crusà, su una superficie di circa 30 m².

## Geografia antropica

### Frazioni
- Blangetti, fa parte della parrocchia di San Giuseppe e San Bernolfo. L'ultima domenica di aprile viene festeggiato il patrono san Giuseppe con messa e processione.

## Amministrazione

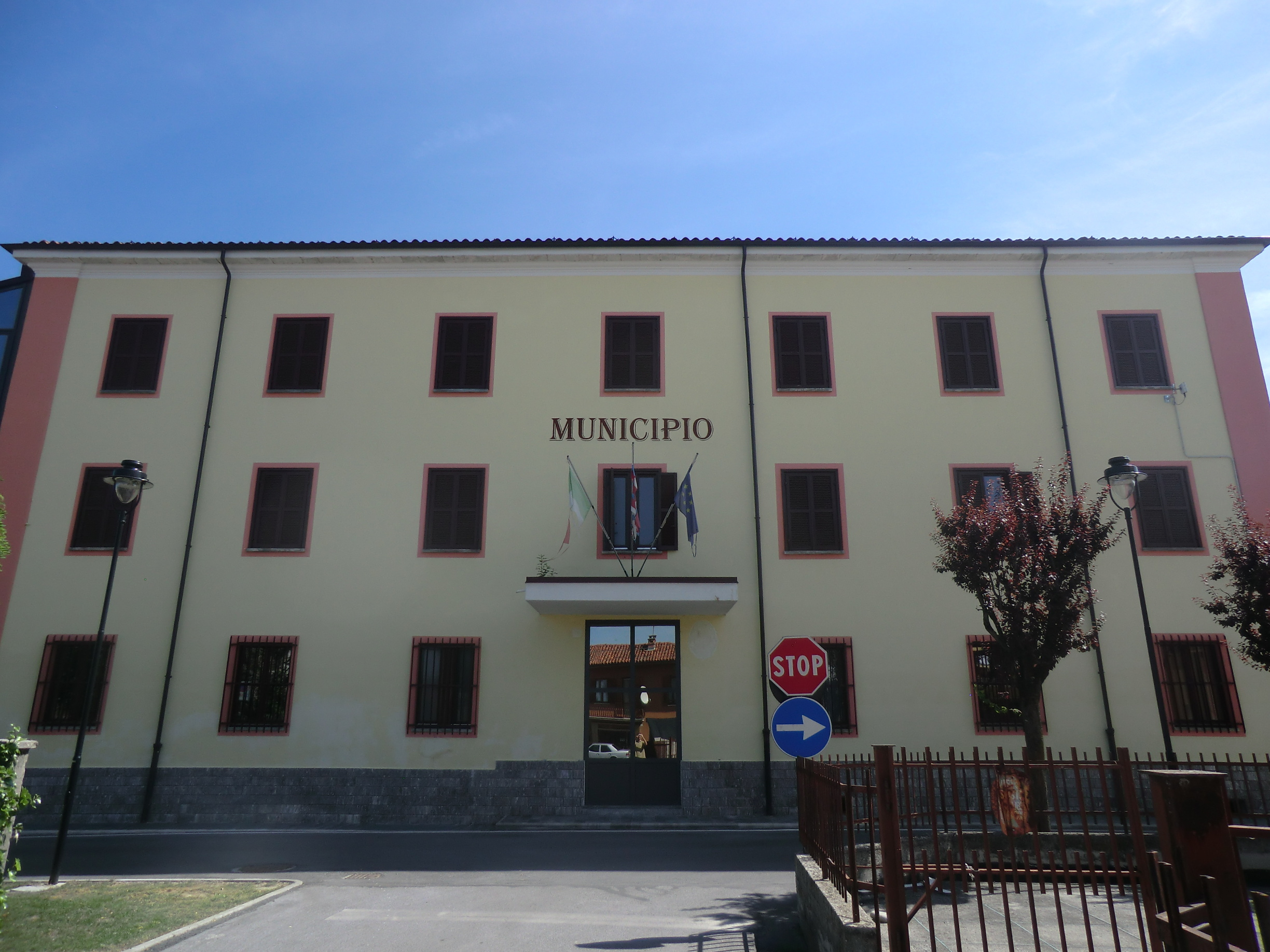
Il palazzo municipale

| Periodo        | Periodo        | Primo cittadino               | Partito      | Carica  | Note |
| -------------- | -------------- | ----------------------------- | ------------ | ------- | ---- |
| 12 luglio 1985 | 24 aprile 1995 | Salvagno Giovanni             | Lista Civica | Sindaco |      |
| 24 aprile 1995 | 14 giugno 2004 | Salvagno Maria Luisa (Marisa) | Lista civica | Sindaco |      |
| 14 giugno 2004 | 7 giugno 2009  | Spirito Marabotto             | Lista civica | Sindaco |      |
| 26 maggio 2014 | in carica      | Marco Turco                   | Lista civica | Sindaco |      |